# سلستیا
سلستیا (به انگلیسی: Celestia) نرم‌افزار نجوم و ستاره‌شناسی است که توسط کریس لورل (به انگلیسی: Chris Laurel) به وجود آمده است. این برنامه مبتنی بر هیپارکوس کاتالوگ نوشته شده و به کاربران اجازه می‌دهد تا در جهانی وسیع، ساخته شده از روی واقعیت، با هر سرعت دلخواهی، در هر جهتی و در هر برهه از زمان به گردش و سیاحت بپردازند. سلستیا با استفاده از اوپن‌جی‌ال اشیائی به کوچکی یک فضاپیما تا یک کهکشان را به صورت سه‌بعدی از چشم‌اندازی نمایش می‌دهد که در آسمان‌های کلاسیک یا دیگر نمایش‌دهنده‌های زمینی مسیر نخواهد بود.
ناسا و سازمان فضایی اروپا از سلستیا در برنامه‌های آموزشی و و امدادرسانی و همین‌طور برای ارتباط با نرم‌افزار تحلیل گذرگاه استفاده کرده‌اند.
برنامه سلستیا برای سیستم‌عامل‌های لینوکس، بی‌اس‌دی، آمیگااواس ۴، مک اواس ده، مایکروسافت ویندوز، آی او اس و اندروید در دسترس است. این برنامه یک نرم‌افزار آزاد است و تحت پروانه گنو جی‌پی‌ال منتشر می‌شود.